# Корла
Корла (кит. трад. 庫爾勒, спр.  库尔勒, піньїнь  Kù'ěrlè, уйг. كورلا, Kroraina, монг. Хорл) — місто і міський повіт у центральній частині Сіньцзян-Уйгурського автономного району Китаю, адміністративний центр Баянгол-Монгольської автономної префектури. Загальна площа міського повіту — 7 116,9 км². Населення Корли (міський повіт) становить приблизно 430 000 (2007). Корла відома своїми "ароматними" грушами.

## Географія
Корла розташована на відстані близько 200 км на південний захід від міста Урумчі, хоча відстань до останнього по шляху сполучення розтягнеться на 500 км. Місто розкинулося на південних схилах Тянь-Шаню на північ від пустелі Такла-Макан на висоті приблизно 930 м. На північний схід за 47 км від населеного пункту знаходиться озеро Баграшкьоль.

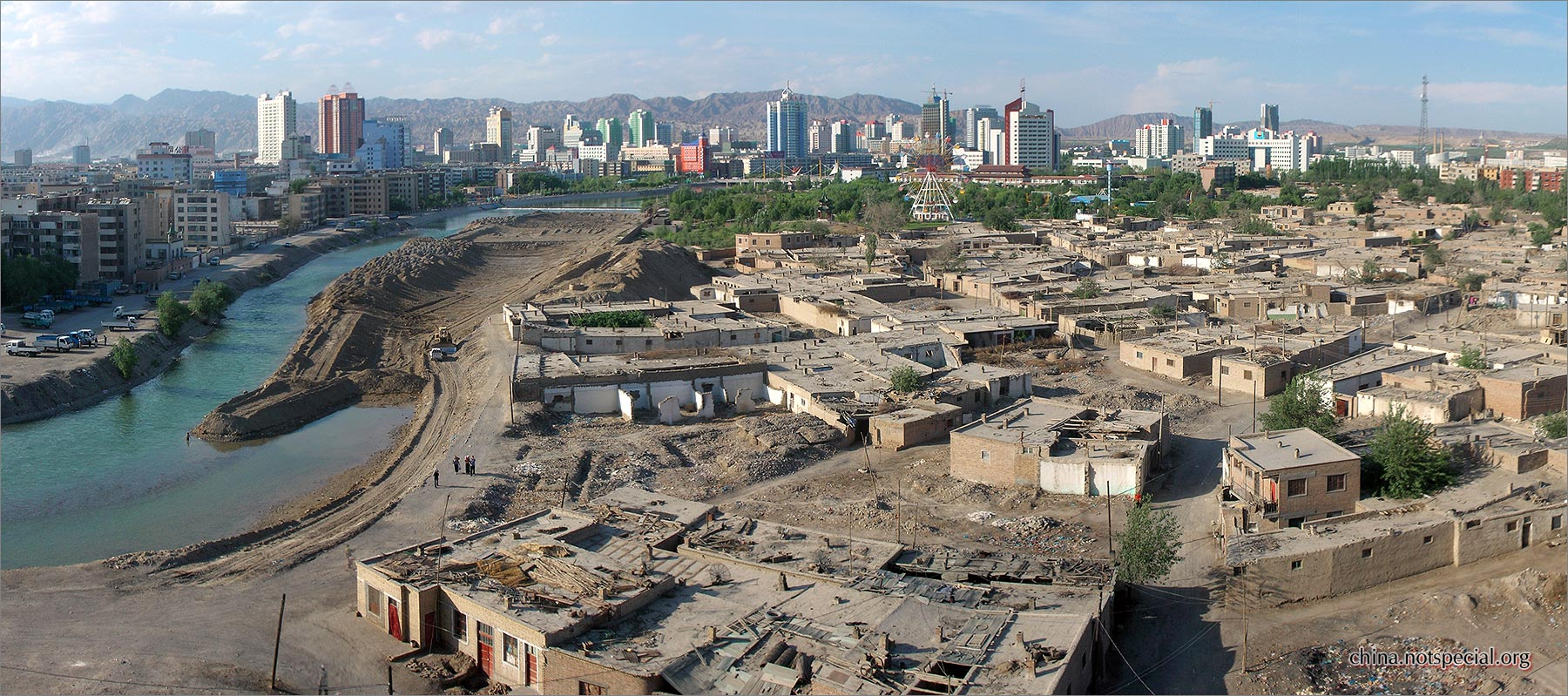
Посеред міста тече ріка Кончедар'я

Неподалік від міста є перевал Залізна брама (інакше перевал Тємень, Тєменьгуань). Цей гірський прохід, який веде до міста Карашар і знаходиться за 7 кілометрів на північ від Корли, і дотепер має стратегічне значення. У давнину перевал Золоті ворота грав важливу роль у захисті Великого шовкового шляху від набігів кочівників з півночі.
Через центр міста протікає річка Кайду, відоміша як Кончедар'я, надаючи для нього унікальну своєрідність серед усіх міст Сіньцзяну. Часто назву річки Кончедар'я неправильно перекладають як "Річка павича", насправді китайське слово "kongque" є транслітерацією уйгурського слова "konqi", що означає "достаток води".

### Клімат
| Клімат Корли (1971−2000) | Клімат Корли (1971−2000) | Клімат Корли (1971−2000) | Клімат Корли (1971−2000) | Клімат Корли (1971−2000) | Клімат Корли (1971−2000) | Клімат Корли (1971−2000) | Клімат Корли (1971−2000) | Клімат Корли (1971−2000) | Клімат Корли (1971−2000) | Клімат Корли (1971−2000) | Клімат Корли (1971−2000) | Клімат Корли (1971−2000) | Клімат Корли (1971−2000) |
| Показник                 | Січ.                     | Лют.                     | Бер.                     | Квіт.                    | Трав.                    | Черв.                    | Лип.                     | Серп.                    | Вер.                     | Жовт.                    | Лист.                    | Груд.                    | Рік                      |
| Абсолютний максимум, °C  | 8,5                      | 14,0                     | 24,9                     | 34,6                     | 36,3                     | 38,2                     | 40,0                     | 40,0                     | 36,2                     | 29,8                     | 20,1                     | 9,8                      |                          |
| Середній максимум, °C    | −1,5                     | 4,8                      | 13,3                     | 22,2                     | 27,6                     | 30,9                     | 32,8                     | 32,0                     | 27,0                     | 19,1                     | 8,8                      | 0,3                      | 18,1                     |
| Середня температура, °C  | −7                       | −1,3                     | 7,1                      | 15,5                     | 21,0                     | 24,6                     | 26,4                     | 25,4                     | 19,9                     | 11,3                     | 2,2                      | −5,2                     | 11,7                     |
| Середній мінімум, °C     | −11,8                    | −6,8                     | 1,0                      | 8,7                      | 14,4                     | 17,9                     | 19,8                     | 18,8                     | 13,2                     | 4,9                      | −2,9                     | −9,6                     | 5,6                      |
| Абсолютний мінімум, °C   | −25,3                    | −20,7                    | −10,4                    | −3                       | 1,6                      | 6,2                      | 10,6                     | 7,9                      | 1,9                      | −4,4                     | −16,6                    | −24,4                    |                          |
| Норма опадів, мм         | 2.0                      | 1.5                      | 1.2                      | 2.0                      | 6.7                      | 9.9                      | 12.4                     | 8.6                      | 7.0                      | 4.1                      | 0.6                      | 1.4                      |                          |
| Днів з опадами           | 2,6                      | 1,0                      | 0,8                      | 1,4                      | 2,6                      | 5,2                      | 5,8                      | 5,3                      | 2,7                      | 1,3                      | 0,6                      | 1,7                      |                          |
| ------------------------ | ------------------------ | ------------------------ | ------------------------ | ------------------------ | ------------------------ | ------------------------ | ------------------------ | ------------------------ | ------------------------ | ------------------------ | ------------------------ | ------------------------ | ------------------------ |
| Джерело: Weather China   |                          |                          |                          |                          |                          |                          |                          |                          |                          |                          |                          |                          |                          |

## Історія
У давнину в Китаї за часів імперії Хань місто Корла було відоме як Вейлі (尉犁). Вейлі також згадується у Ханьшу, або "Історії ранньої Хань" (період з 125 р. до н.е. до 23 р. н.е.), як місто, яке мало 1200 домогосподарств, 9600 жителів, з яких 2000 здатні були носити зброю. Поселення тоді входило до складу держав Шаньшань і Цемо (Черчен).
Місто Корла, як і весь регіон Тарімської западини, приваблював Китай та державу Хунну, у зв'язку з чим став об'єктом їх зазіхань. У 61 році н.е. хунну здійснили військовий похід на Хотан, у якому взяли учать 30 000 вояків з 15 царств, у тому числі з Корли, Карашара та Кучи. А 94 року каральні військові операції стосовно царств Яньці (Карашар), Вейху (Хошуд), Вейлі (Корла) і Шаньгу (у західних горах Куруктаг) провів китайський генерал Бань Чао.
"Потім він голови двох царів Яньці (Карашара) і Вейлі (Корли) послав у столицю, де вони висіли перед резиденціями князів Мань та І у столиці (Лоян). Далі Бань Чао був поставлений Юань Мен, намісником в Яньці (Карашарі), королем (Кашгара). Царі Вейлі (Корли), Вейху (Хошуда) і Шаньгу (західних гір Куруктаг) всі були замінені."
Після повстання у Західних регіонах імперії Хань (106-125 р.р. н.е.), лише правителі Корли та Хошуда відмовилися підкоритись китайській владі. Бань Юн, син Бань Чао, разом з губернатором Дуньхуана, напали і розбили їх.
У ІІІ сторіччі Корла, Хошуд і Шаньван (Шаньгу) перебували у залежності від Карашара..
У травні 1877 року тут помер Якуб Бек, правитель мусульманської Кашгарії, що мало наслідком завоювання Кашгарії імперією Цін.

## Економіка

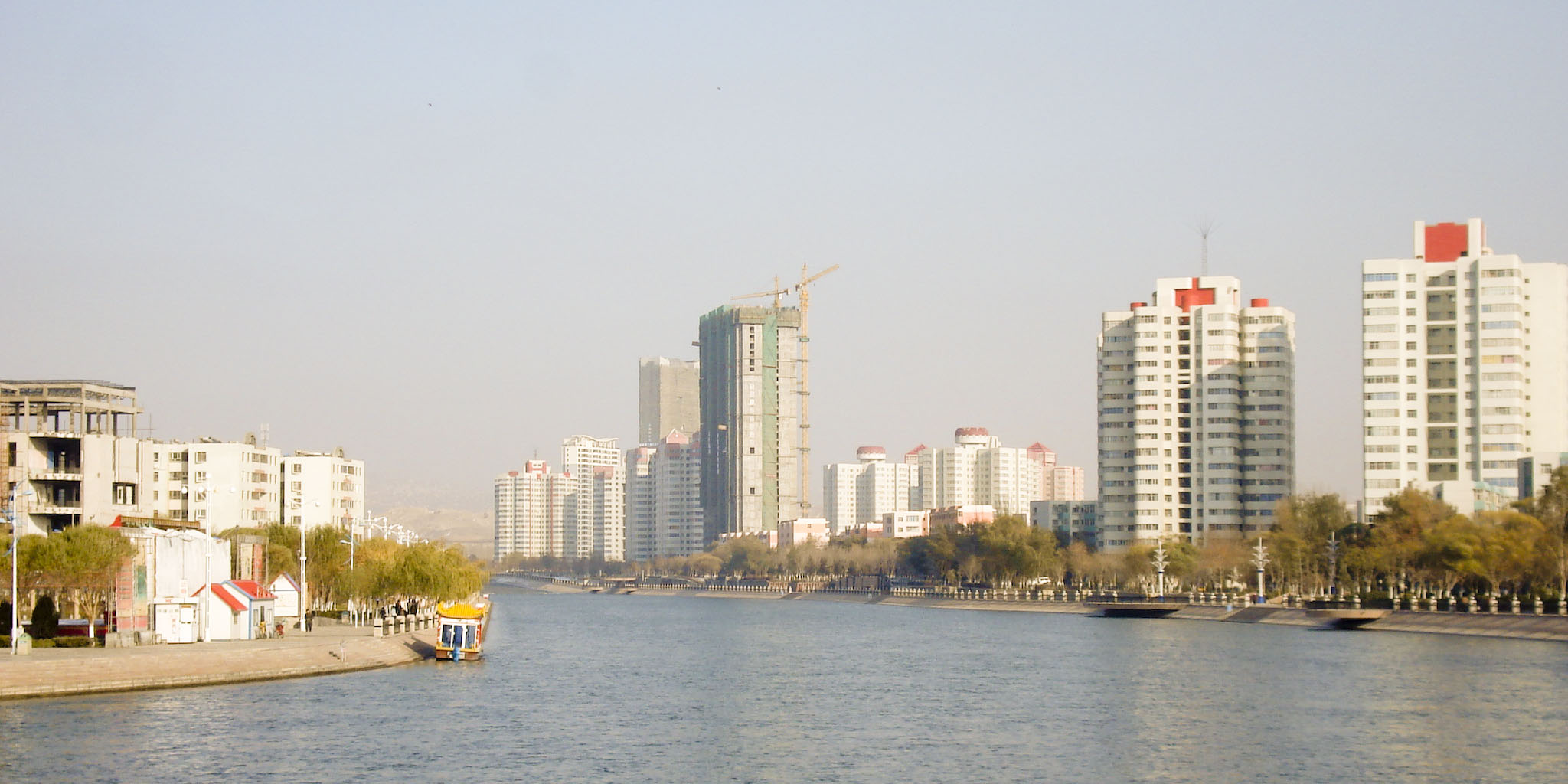
Економічний центр Корли

Місто Корла з давніх часів є найбільшим економічним осередком у регіоні після Карашара, володіючи багатими водними ресурсами і великими сільськогосподарськими угіддями, а також контролем над важливими торговельними шляхами на південь і захід від Карашара. У зв'язку з відкриттям у пустелі Такла-Макан родовищ нафти, на теперішній час Корла стала більш заселеною і розвинутою в економічному відношенні містом порівняно з Карашаром.
У місті налагоджено виробництво ароматних грушок, названих так через свій смак і аромат.

## Населення
За результатами перепису населення 2000 року міський повіт Корла нараховував 381 943 жителів. Однак, до 2007 року кількість мешканців Корли зросла майже до 430 000 осіб.
Розподіл населення за етнічною ознакою (2000):
| Національність | Кількість | Частка |
| -------------- | --------- | ------ |
| Китайці        | 266.760   | 69,84% |
| Уйгури         | 100.689   | 26,36% |
| Хуей           | 7.530     | 1,97%  |
| Монголи        | 4.021     | 1,05%  |
| Мяо            | 700       | 0,18%  |
| Туцзяни        | 657       | 0,17%  |
| Маньчжури      | 634       | 0,17%  |
| Чжуани         | 182       | 0,05%  |
| Росіяни        | 152       | 0,04%  |
| Сібо           | 117       | 0,03%  |
| Тибетці        | 68        | 0,02%  |
| Корейці        | 62        | 0,02%  |
| Казахи         | 53        | 0,01%  |
| Яо             | 50        | 0,01%  |
| Ту             | 39        | 0,01%  |
| Дун            | 38        | 0,01%  |
| Інші           | 191       | 0,05%  |